# Hans Messerschmid
Hans Ulrich Messerschmid (* 3. April 1954 in Reutlingen) ist ein deutscher Ingenieur, Hochschullehrer und Fachautor.

## Leben
Nach einer Berufsausbildung zum Gas- und Wasserinstallateur erlangte Hans Messerschmid 1975 das Abitur an der Technischen Oberschule Stuttgart. Nach dem anschließenden Studium des Bauingenieurwesens an der Universität Stuttgart mit dem Abschluss als Diplomingenieur übernahm er 1981 den elterlichen Installateur- und Heizungsbaubetrieb in Reutlingen. 1984 und 1985 legte er die Meisterprüfungen als Gas- und Wasserinstallateur sowie als Zentralheizungs- und Lüftungsbauer ab.
Von 1994 bis 1999 war Hans Messerschmid an der Universität Stuttgart wissenschaftlicher Mitarbeiter am Lehrstuhl für Heiz- und Raumlufttechnik sowie bei der Forschungsgesellschaft Heizung – Lüftung – Klimatechnik. Als Prüfbereichsleiter war er zuständig für Wärmeerzeuger und Trinkwasserspeicher. In dieser Zeit war er auch Mitarbeiter in verschiedenen VDI-Richtlinienausschüssen sowie nationalen und internationalen Normungsausschüssen. 2002 schloss er seine Dissertation mit dem Thema Entwicklung und Validation eines numerischen Verfahrens zur Beurteilung von Trinkwasserspeichern als Doktoringenieur ab.
Von 1999 bis 2003 war Hans Messerschmid verantwortlich für das technische Gebäude- und Energiemanagement sowie für künftige Wärmeversorgungskonzepte einschließlich regenerativer Energien bei den Stadtwerken Reutlingen. Bei deren Tochtergesellschaft FairEnergie GmbH war er Bereichsleiter und Prokurist für Technische Dienstleistungen und Wärme.
Zum Sommersemester 2003 wurde Hans Messerschmid für die Lehrgebiete Gas- und Wassertechnik im Fachbereich Versorgungs- und Umwelttechnik an die Fachhochschule Esslingen berufen. Er übernahm Vorlesungen in den Gebieten Gastechnik, Feuerungstechnik, Gasverwendung, Gasversorgung, Sanitärtechnik und Fernwärmeversorgung. Als Leiter des Labors für Wasser- und Gastechnik gelang ihm mit Unterstützung mehrerer Firmen der Gebäudetechnikbranche die Installation einer Demonstrationsanlage für Trinkwasserhygiene. Zusammen mit der Forschungsgesellschaft HLK Stuttgart GmbH errichtete er eine akkreditierte Prüfstelle für Sanitärtechnik. Hans Messerschmid hielt auch Vorlesungen an der Chinesisch-Deutschen Hochschule für Angewandte Wissenschaften der Tongji-Universität Shanghai. Er engagierte sich mit zahlreichen praxisnahen Forschungsarbeiten in der technischen Weiterentwicklung seiner Fachgebiete und war Mitglied des Fachausschusses Sanitärtechnik im VDI, stellvertretender Obmann des VDI-Richtlinienausschusses VDI 2072 (Wärmeübergabestation mit Wasser-Wasser-Wärmeüberträger für Durchfluss-Trinkwassererwärmung/Raumwärmeversorgung) sowie Mitglied im Normungsausschuss DIN EN 12831-3 (Energetische Bewertung von Gebäuden – Verfahren zur Berechnung der Norm-Heizlast – Teil 3: Trinkwassererwärmungsanlagen, Heizlast und Bedarfsbestimmung). 2021 wurde Hans Messerschmid in den Ruhestand verabschiedet.
Seit 1984 ist Hans Messerschmid ehrenamtliches Mitglied und seit 1999 Vorsitzender des Meisterprüfungsausschusses für das Installateur- und Heizungsbauerhandwerk bei der Handwerkskammer Reutlingen. Bei der IHK Region Stuttgart war Hans Messerschmid öffentlich bestellter und vereidigter Sachverständiger für Sanitärtechnik sowie im Prüfungsausschuss für die Bestellung von öffentlich bestellten und vereidigten Sachverständigen für die Sachgebiete Sanitärtechnik und Trinkwasserhygiene.
Hans Messerschmid war aktives Mitglied bei der Freiwilligen Feuerwehr Reutlingen, Abteilung Sondelfingen sowie beim TSV Sondelfingen. Hans Messerschmid ist der Bruder des Physikers und Astronauten Ernst Messerschmid.

## Werke (Auswahl)
- Entwicklung und Validation eines numerischen Verfahrens zur Beurteilung von Trinkwasserspeichern. Dissertation. Stuttgart 2002, ISBN 978-3-9805218-7-1.
- Installationsfehler in Trinkwasseranlagen. Teil 1: Ursachen mangelnder Trinkwasserhygiene. In: IKZ-Haustechnik, Heft 18/2006.
- Installationsfehler in Trinkwasseranlagen. Teil 2: Mangelnder Schutz des Trinkwassers – Warmwasser-Komfortkriterien. In: IKZ-Haustechnik, Heft 20/2006.
- Installationsfehler in Trinkwasseranlagen. Teil 3: Mangelnder Schutz Brand-, Schall- und Korrosionsschutz. In: IKZ-Haustechnik, Heft 23/2006.
- Softwaregestützte Rehabilitationsplanung von Fernwärmenetzen. In: bbr, Heft 5/2011.
- Leitfaden Sanitärtechnik. ITM InnoTech Medien. Kleinaitingen 2020, ISBN 978-3-96143-080-2.